# Crysis 2
A Crysis 2 egy belső nézetű, lövöldözős játék, amelyet a Crytek fejlesztett és az Electronic Arts adott ki 2011 márciusában Microsoft Windows, PlayStation 3 és Xbox 360 platformokra. A játék a 2007 novemberében megjelent Crysis és az első részhez 2008 szeptemberében kiadott kiegészítő, a Crysis Warhead folytatása. A játék történetét Richard Morgan írta, Peter Watts pedig konzulensként vett részt a folyamatban, illetve a játékból Crysis: Legion címmel egy regényt is írt. Ez volt az első játék, ami a CryEngine 3 grafikus motort használta, illetve a sorozat és a motor is a játék megjelenésekor debütált PlayStation 3 és Xbox 360 konzolokon. A játék folytatása Crysis 3 címmel 2013 februárjában került a boltokba.

## Előzmény
Az USA és Észak-Korea között egyre nőtt a feszültség 2020-ban, amely a Dél-kínai-tengeren éleződött ki igazán. A problémát egy amerikai archeológusok által felfedezett rejtélyes objektum okozta, mely az egyik ottani szigeten található. Észak-Korea rögtön elfoglalta és lezárta a területet, az Egyesült Államok pedig egy elit egységet küldött, hogy kihozzák a tudósokat, és megtudják, miért kell annyira a koreaiaknak a tárgy. A két nép közötti ütközet alatt az objektum működésbe lépett, és minden jel arra mutatott, hogy az idegen eredetű tárgy a Föld leigázásában játszik kulcsszerepet. A sziget emberi túlélői összefogtak, így megkezdődött a háború a csonttá fagyott trópusi szigeten a földönkívüliekkel.
A két ellenséges ország összefogott, hogy megállítsa az idegeneket és megmentse az emberiséget. Az új szövetség nagy csatákban igyekezett megállítani a vérszomjas idegeneket. A csaták azonban mind vereséggel végződtek.

## Játékmenet
A játék belső (FPS) nézetű, lövöldözős akciójáték.

### NanoSuit 2
A „NanoSuit 2”, a Crysis 2 egyik legnagyobb újdonsága. Ez egy kitalált hi-tech titán nanoruházat, mely nanoeszközök segítségével ad különleges képességeket a katonának a játékban.
A ruha alapszinten hatalmas erőt és sebességet biztosít a játékosnak. Ütései kétszer akkorák, mint az átlagemberé és (sprintelés közben) a sebessége is. Azonban ezen két tulajdonság használata (sprintelés, ütések) energiát igényelnek. Ezen felül további három mód is van a ruhában, melyeket be- és ki lehet kapcsolni.
A pajzs módban a játékos rövid ideig szinte halhatatlan. A NanoSuit 2 megnöveli a külső réteg merevségét, így erős páncélzatot ad a játékosnak, ami megvédi a golyóktól és más behatásoktól. A NanoSuit 2 újdonsága, hogy 32%-kal erősebb páncélzatot biztosít viselőjének, valamint 10 G-s erőhatást és 450 newtonnyi behatást is képes elviselni. A vérbe adrenalint juttató robotoknak hála a viselő így immunis lesz a félelemre és nem hagyja lankadni a figyelmet. A mód használata közben az energia folyamatosan fogy, valamint a sérülések „dobnak” egy keveset a fogyás mértékén.
A másik mód a láthatatlanság. Ez a kaméleon mód. A ruha elektromos kristályok segítségével megtöri a fényt, így láthatatlanná teszi a ruha viselőjét. A játékos nem tűnik el teljesen, csupán áttetsző lesz: árnyéka látható eleinte, de a ruha fejlődik és még az árnyéka sem látszódik majd. Lopakodásnál, mesterlövész fegyver használatánál előnyös. A ravasz meghúzása kikapcsolja a módot.
A harmadik mód a vizor mód. Ez a mód nem igényel energiát, de érzékel a harcmezőn bármilyen fegyvert, ellenfelet, célt vagy járművet. A ruha a taktikus elemzését követően még javaslatokat is "tesz", hogyan teljesítse a viselő a szintet. Kiváló a taktikus keresésben és ezen mód fejlettebb fajtája, a hőérzékelő mód felfedi a láthatatlan játékosokat is.

## Egyjátékos
A játék játszható egyjátékos módban. Itt a történet előrehaladtával mentési pontokat ér el a játékos és legközelebb onnan folytathatja a játékot, de vissza is tölthet korábbi mentéseket. Négy nehézségi szinten lehet teljesíteni a játékot (Recruit, Soldier, Veteran, Post-human Warrior) és minden pályán összegyűjthető elemek vannak (bizonyos szereplők dögcédulái, New York ajándéktárgyak, e-mailek és járműkulcsok).

### Fegyverek
A játékban szereplő fegyverek a következők

#### Elsődleges fegyverek
- Gépkarabélyok
  - SCAR
  - SCARAB
  - Grendel
- Távcsövesek
  - DSG1 Sniper Rifle
  - M2014 Gauss
- Géppisztolyok
  - Feline
- Gépfegyverek
  - MK.60 MOD 0
  - HMG
- Sörétesek
  - Marshall Shotgun
  - Jackal
- Rakéta- és gránátvetők
  - JAW
  - L-TAG
- Speciális
  - X43 MIKE
  - K-Volt Electro Gun

#### Pisztolyok
- Hammer
- M12 Nova
- Majestic
- AY69

#### Robbanóanyagok és gránátok
- M17 Frag
- M34 Flash
- C-4

### Modulok
A ruha fejleszthető modulokkal, amiket ún. Nano-Katalizátorokkal (ezekhez idegenek megölésével lehet hozzájutni) lehet feloldani. Minden ruhamódnak van három modulja, melyeknek más-más hatásuk és "áruk" van*.
- Pajzs [ARMR]
  - Armor Enhance: Csökkenti az energia fogyását pajzs módban.
  - Nano Recharge: Felgyorsítja az energia és az életerő visszatöltődését.
  - Deflection: Megkétszerezi a pajzs mód hatékonyságát a lövedékek "visszapattintásával".
- Láthatatlanság [STLTH]
  - Covert Ops: Csökkenti a lépések zaját láthatatlanság módban.
  - Tracker: Megmutatja az ellenfelek lábnyomait a könnyebb megtalálásuk céljából.
  - Stealth Enhance: Megkétszerezi a láthatatlanság módban tölthető időt és megfelezi a mód bekapcsolásának hosszát és ezzel a móddal nincs árnyékod.
- Erő [POW]
  - Mobility Enhance: Csökkenti a sprinteléssel és ugrással elvesztett energia mennyiségét.
  - Air Friction: Nagyobb irányíthatóságot ad ugrás közben.
  - Air Stomp: Egy speciális leütéssel a ruha viselője képes megölni az ellenfeleket egyetlen mozdulatból és túlélni akármilyen zuhanást.
- Vizor [TAC]:
  - Threat Tracker: Kijelöli az érkező lövedékek röppályáját.
  - Proxomity Alarm: Hangjelzést ad, ha ellenfél van a közelben.
  - Cloack Tracker: Megjelöli a láthatatlan ellenfelek tartózkodási helyét.

*: a felsorolt ruha modulok az egyjátékos módra vonatkoznak

### Ellenfelek
Az ellenfelek a játékban:
- Ceph (Ceph egységek megöléséért Nano-Katalizátorok járnak, amikkel fejleszthető a Nanoruha)
  - Alien Tick: Apró, bogárszerű lények, amik holttestekkel táplálkoznak. Nem veszélyesek. 20 Nano-Katalizátor.
  - Alien Grunt: Általános idegen ellenfél, félautomata fegyverrel. 100 Nano-Katalizátor.
  - Alien Stalker: A Grunt mozgékony formája, kis fegyver és pengékkel. 100 Nano-Katalizátor.
  - Alien Commander: Hasonlít a Stalkerhez, azonban annál több az életereje. 300 Nano-Katalizátor.
  - Alien Heavy: Erősen páncélozott idegen egység, két nehéz gépkarabéllyal. 500 Nano-Katalizátor.
  - Alien Pinger: Háromlábú, páncélos, magas egység. Ágyúja mellett sokkoló képessége is van. 2000 Nano-Katalizátor.
  - Alien Guard: Az idegenek fő bázisát védő ellenfél, hatalmas életerővel, álcázóképességgel és nehéz gépkarabéllyal. 5000 Nano-Katalizátor.
- C.E.L.L. (A CryNet Systems biztonsági egységei golyóálló mellényekben)

### Járművek
A játékban szereplő járművek a következők:
- Ceph
  - Alien Dropship: Ez dobja le a felszínre kapszulákban a Ceph katonáit.
  - Alien Gunship: Az idegen zászlóshajó, légi tűzerő a felszíni Ceph egységek támogatására.
- C.E.L.L.
  - C.E.L.L. LTV: Gyengén páncélozott harckocsi, két személy szállítására alkalmas.
  - C.E.L.L. APC: Harckocsi, négy főt is szállíthat, erősen páncélozott.
  - C.E.L.L. Helicopter: Harci helikopter oldalfegyverekkel és rakétákkal.
- Haditengerészet
  - Marine LTV: A haditengerészet saját, gyengén páncélozott harckocsija.
  - Marine ICV: Erősen páncélozott, rakétavetőkkel és nagy átütőerejű ágyúval van felszerelve.
- Lakosság
  - NY Bus: New York-i személyszállító busz.
  - NY Taxi: Sárga taxi.
  - NY Cars: New York-i autók szerte a városban.

### Történet
|  | Alább a cselekmény részletei következnek! |

A történet 2023-ban játszódik, amikor is az idegenek kiirtották az emberiség nagy részét. Egyrészt csatákban legyőzték a földi katonaságokat, másrészt a bolygóra érkezésükkor elszabadult vírus (Manhattan-vírus) végzett az emberekkel. A megmaradtak nem találtak a vírusra ellenszert, mivel idegen eredetű. A CryNet Systems rendfenntartó csoportja, a C.E.L.L. a fertőzött városokat karantén alá zárta.
Az Egyesült Államok haditengerészetének első zászlóalját egy tengeralattjáróval küldik New Yorkba, hogy kihozzák onnan Nathan Gouldot. Ő egy tudós, aki korábban a CryNet Systems alkalmazotta volt és sokat tudhat az idegen invázióról. A tengeralattjárót kilövik és Alcatraz, a főhős a felszínre úszik bajtársaival együtt. Hirtelen egy idegen légijármű tüzet nyit a vízben rekedt emberekre és elsötétül a kép. Később Alcatraz a parton ébred és azt látja, hogy egy Nanoruhás ember megmenti az életét. Közli vele, hogy már várta őket, hogy segítsenek neki megtalálni Gouldot. Ismét elsötétül a kép. Alcatraz ébredésekor magán találja a Nanoruha 2.0-t és megtalálja egy férfi holttestét. Kiderül (egy emlékbevillanáskor), hogy a férfi Próféta, az előző részben megismert katona. Elmondja, hogy nincs más választása, rá kell adnia Alcatrazra a ruhát, hiszen őt is megfertőzte a Manhattan-vírus. Mivel a ruha és Próféta között egyfajta szimbiotikus kapcsolat alakult ki, a ruha csak akkor tud alkalmazkodni új viselőjéhez, ha az előző kapcsolatot megszakítják. Ennek egyetlen módja a harctéren a ruha előző viselőjének halála, ezért Próféta öngyilkos lesz.
Gould azt hiszi, hogy a ruhában Próféta van, így kapcsolatba lép Alcatrazzal és arra kéri, hogy menjen az első zászlóaljjal a laboratóriumába. Közben kiderül, hogy a C.E.L.L. keresi Prófétát, mert azt hiszik, hogy egy "időzített biológiai bomba" a Manhattan-vírusa miatt. Miközben Alcatraz Gould felé tart, látja, hogy C.E.L.L. helikopterek lelőnek egy idegen járművet. Gould arra kéri Alcatrazt, hogy szerezzen mintát a baleset színhelyéről. A roncsnál nem talál mintát, de egy idegen lény megtámadja. Alcatraz végez vele és a lény maradványaiból mintát visz Gouldnak. A tudós, találkozásuk után, beülteti egy "Nanoruha-kezelő székbe", hogy kinyerje a mintát a ruhából. Gould rájön, hogy a ruha nem Prófétát rejti és végezni akar Alcatrazzal, amikor hirtelen a ruha a monitorára vetíti Próféta utolsó emlékeit. Gould leteszi a fegyvert és elmondja Alcatraznak, hogy a ruha megtalálhatja az ellenszert a vírusra, úgyhogy küzdenie kell az idegenek ellen (amiket Ceph-nek hívnak).
Alcatrazról kiderül, hogy egy "Halott Ember Járva" (-idézet a játékból), hiszen amikor Próféta megmentette, olyan halálos sebet kapott (négy csigolyája el van törve és a szíve háromszorosa a normálisnak), hogy csak a ruha tartja életben. Közben megtámadja őket Dominic Lockhart és Tara Strickland és a C.E.L.L. emberei – foglyul ejtik a tudóst és a főhőst. Éppen helikopterrel szállítanák el a helyszínről Alcatrazt, amikor egy Ceph fúrótorony emelkedik ki a közeli épületből és Alcatraz a földre zuhan. Mikor magához tér, látja, hogy idegenek lepték el a helyszínt és a C.E.L.L. katonái meghalnak a torony Manhattan-vírusos, spóra alapú idegen biofegyvere miatt. Alcatraz nem kapja el a fertőzést és a Nanoruha tovább küzd a vírus legyőzése ellen. A ruha újraindul és egy Jacob Hargreave nevű férfi elmondja a főhősnek, hogy a Nanoruha egy lopott technológia – a Ceph-től lopták a nanosejteket annak érdekében, hogy megállítsák az idegeneket. Hargreave utasítására Alcatraz teszteli a ruhát, hogy le tudja-e győzni a vírust, de a ruha képtelen rá. Eközben a védelmi minisztérium visszavonja az incidens miatt a C.E.L.L. fennhatóságát és mint rendfenntartó szervet, a haditengerészetet küldik New Yorkba. Vezetőjük Barclay ezredes. A tengerészet felrobbantja a Manhattant védő gátrendszer egy részét, abban bízva, hogy így kimoshatja az idegeneket a terület egy részéről. Ez hatalmas árvizet okoz New York partközeli részein, mely Alcatraz-t is a elmossa, mielőtt Hargreave kimenekíthette volna onnan egy odaküldött helikopterrel.
Amikor felébred, korábbi bajtársai várják (köztük Chino) akik nem haltak meg a tengeralattjáró pusztulásakor. Ekkor a haditengerészet azt javasolja, hogy használják kiürítési központnak a Grand Central Stationt. Alcatraz közben Hargreave utasítására elmegy a Hargreave-Rasch irodaépületbe, ami a CryNet Systems anyavállalata. Ott található egy biológiai stabilizátor, ami segíthetné a Nanoruha elemző folyamatát és legyőzni a vírust. Közben Lockhart, a C.E.L.L. parancsnoka – aki azt hiszi, hogy Próféta van a ruhában – rátámad Alcatrazra. Alcatraz végez az osztaggal, de ekkor egy Ceph robot és az árvíz lerombolja az épületet és a biostabilizátor megsemmisül. Hargreave ekkor visszaküldi Alcatrazt a haditengerészethez, hogy segítse az evakuációt. A Grand Central Stationnél a főhős újra találkozik Goulddal, akire azonban gyanakszik a haditengerészet ezredese, Barclay. Barclay kifejti, hogy Gould egy ex-Crynet Systems alkalmazott és áruló is lehet. Közben a Ceph erői ostrom alá veszik az állomást. Alcatraz segít a védelemben, de az épület összeomlik. Az épület alatt kiépített bázisból azonban még épp időben, metrókon menekítik ki a túlélőket.
A másik evakuációs pont a Time Square. Alcatraznak most itt kell segítenie a kiürítést. Ez sikerül, de az utolsó pillanatban (amikor Alcatraz és a bajtársai elmenekülnének) egy Ceph fúrótorony tör elő. Ekkor a Nanoruha befejezi a vírus analizálását és megtalálja az ellenszert. Alcatraz gyorsan kiiktatja az ellenszerrel a tornyot, amikor abból előtörne a biológiai spóra-vírus. A Manhattan-vírus helyett azonban az ellenszer jut a levegőbe és a közben lévő Ceph egységek megsemmisülnek.
Alcatraz most a Roosevelt-sziget felé tart, a CryNet Systems és a C.E.L.L. központjába, Hargreave lakhelyére. Sikerül megölnie Lockhartot, azonban az utolsó pillanatban Hargreave felfedi, hogy végig ellene volt és elfogatja Alcatrazt. Magának akarja a ruhát, és megpróbálja lefejteni azt Alcatraz testéről. Eközben Próféta emlékképei villannak Alcatraz agyába. A Nanoruha azonban "nem hagyja magát leválasztani", hiszen teljesen asszimilálódott viselőjével. Hargreave úgy dönt, hogy nem bajlódik a nehézkes megoldással, meg akarja öletni Alcatrazt. Utasítást ad, hogy lőjék fejbe. Az utolsó pillanatban Tara Strickland lelövi a C.E.L.L. katonáit és felfedi, hogy valójában beépített CIA-ügynök. Alcatraz végezni akar Hargreave-vel, de kiderül, hogy ő több, mint száz éve vegetatív állapotban van és csupán az agya által vezérelt számítógépes rendszerrel kommunikál. Odaadja Alcatraznak az utolsó emlékeket, amik még a Ceph inváziója előttről származnak és egy frissítést, ami segít legyőzni a vírust. Közben a Ceph betör be az épületbe és – hogy elpusztítsa őket – Hargreave beindít egy önmegsemmisítő folyamatot. Utolsó szavaival a C.E.L.L.-nek meghagyja, hogy álljanak Alcatraz mellé, mert egyedül ő segíthet legyőzni a vírust. Az épület felrobban és Hargreave meghal. Alcatraz alig tud megmenekülni a robbanás elől, ami elpusztítja a teljes Roosevelt-szigetet és a Queensboro hidat. Manhattan partján találkozik Goulddal, Tarával és Chinoval.
Barclay közli, hogy a védelmi minisztérium (elkövetve ugyan azt a hibát, mint 3 éve) nukleáris csapást rendelt el a manhattani városrészre. Alcatraznak van egy jobb terve, de Barclay figyelmezteti, hogy ha nem válik be, biztosan meghal az atombomba ledobásakor. Ekkor hatalmas Ceph fúrótorony tör a magasba, magával rántva a Central Park jelentős részét. A "levegőben úszó parkra" teszik ki Alcatrazt, hogy végrehajtsa tervét. Mivel a fúrótorony egész New Yorkot megfertőzné a vírussal, Alcatraz rájön, hogy ha a saját, Manhattan-vírus elleni szerét bejuttatja a toronyba, és azt "permetezi" szét a torony, a Ceph erő elpusztulnak. Behatol a toronyba és bejuttatja az ellenszert a magba. Alcatraz eszméletét veszti a folyamat bekövetkeztekor.
Mialatt eszméletlen, kiderül, hogy Próféta beleintegrálódott a ruhába és beszél hozzá. Próféta emlékei, érzelme és a személyisége is része a ruhának. Elmondja Alcatraznak, hogy a New York-i küldetés sikeres volt és ezt mindenhol, szerte a Földön, végre kell hajtani, hogy megfékezzék a Ceph erőit, ami mindenhol építkezik a világon – nem csak a városban és 3 évvel korábban, a Lingshan-szigeteken.
Alcatraz felébred, és a ruha "szól", hogy az asszimiláció teljes, Próféta, Alcatraz és a Nanoruha ezennel eggyé váltak. Miközben Alcatraz feláll, Karl Ernst Rasch (a Hargreave-Rasch cég másik alapítója) kéri a nevét, hogy jelentkezzen be. Alcatraz a játék folyamán először szólal meg, Próféta hangján: "Prófétának hívnak."

### Epizódok
A játékban szereplő epizódok listája:
- Intro
- Second Chance
- Sudden Impact
- Road Rage
- Lab Rat
- Gate Keepers
- Dead Man Walking
- Seat of Power
- Dark Heart
- Semper Fi or Die
- Corporate Collapse
- Train to catch
- Unsafe Haven
- Terminus
- Power Out
- Eye of the Storm
- Masks Off
- Out of the Ashes
- A Walk in the Park
- Epilogue

### Szereplők
- A játék főszereplője Alcatraz, egy volt zöldsapkás katona, aki az előző részben megismert Próféta Nanoruháját viseli.[5] Próféta megmenti, majd elvonszolja a csatamezőről Alcatrazt, ráadja a ruhát és öngyilkos lesz. A játékmenetben többen azt hiszik, hogy Prófétával van dolguk, de később kiderül, hogy Alcatraz van a páncélban.
- Alcatrazt segíti egy volt CryNet Systems tudós, Nathan Gould, aki ért a Nanoruhához.
- Álcában, de végig Alcatraz mellett áll továbbá Tara Strickland, mint beépített ügynök. Ő az előző részbeli Strickland őrnagy (meghal, miközben megmenti csapatát) lánya.
- Ellenfél egy Jacob Hargreave nevű tudós, a Nanoruhák feltalálója, aki becsapta Prófétát és korábbi csapatát – tesztalanynak használta őket.
- A főhős ellen van továbbá Dominic Lockhart, a C.E.L.L. parancsnoka, aki mindenáron végezni akar Alcatrazzal.
- A haditengerészet ezredese, Sherman Barclay a játékos mellett áll és segíti őt.
- Alcatraz bajtársa Chino, akit a főhős végig halottnak hitt a játék folyamán. Később kiderül, hogy túlélte a tengeralattjáró pusztulását és részt vesz a harcban is.

|  | Itt a vége a cselekmény részletezésének! |

## Többjátékos
A módban két kitalált szervezet ütközetében vehetünk részt online, a C.E.L.L. és a Marines ütközetében. A két csapat különböző játékmódokban "vív meg" egymással. A játékos tapasztalatpontokat gyűjthet öléssel és különböző tevékenységekkel. Bizonyos mennyiségű tapasztalatpont (továbbiakban XP) elérése után szintet lép. Szintlépéssel elérhetővé válnak bizonyos fegyverek. Az ún. "Kihívások" teljesítésekor fegyver, fegyverkiegészítő vagy Nanoruha-modul feloldópontot kap a játékos. A feloldóponttal az elérhető fegyvert, fegyverkiegészítőt vagy Nanoruha-modult fel lehet oldani. A Nanoruha harctéren történő használata során mindhárom módja fejlődik, szintén XP-vel. Bizonyos ruhaszint elérése után feloldhatóvá válnak ruhamodulok.

### Modulok
A ruha itt is fejleszthető modulokkal, amiket feloldópontokkal lehet feloldani. Minden ruhamódnak van modulja, melyeknek más-más hatásuk van. Minden modul bizonyos idejű használata után fejlődik és javulnak képességei.
- Pajzs [ARMR]
  - Air Stomp: Egy speciális leütéssel a ruha viselője képes megölni az ellenfeleket egyetlen mozdulatból és túlélni akármilyen zuhanást.
  - Threat Tracker: Kijelöli az érkező lövedékek röppályáját.
  - Proxomity Alarm: Hangjelzést ad, ha ellenfél van a közelben.
  - Armor Enhance: Csökkenti az energia fogyását pajzs módban.
  - Nano Recharge: Felgyorsítja az energia és az életerő visszatöltődését.
  - Detonation Delay: Késlelteti a közeli ellenséges gránátok robbanását.
  - Energy Transfer: Ellenfél megölésével a ruha energiát kap.
- Láthatatlanság [STLTH]
  - Stealth Enhance: Megkétszerezi a láthatatlanság módban tölthető időt és megfelezi a mód bekapcsolásának hosszát.
  - Blind Spot: Elrejt az ellenfél radarja elől.
  - Covert Ops: Csökkenti a lépések zaját láthatatlanság módban.
  - Tracker: Megmutatja az ellenfelek lábnyomait a könnyebb megtalálásuk céljából.
  - Cloack Tracker: Megjelöli a láthatatlan ellenfelek tartózkodási helyét.
  - Visor Enhance: Irányzék módban megjelöli az ellenfeleket a radaron.
- Erő [POW]
  - Side Pack: Plusz egy tár az elsődleges fegyverhez.
  - Point Fire Enhance: Növeli az elsődleges fegyver pontosságát irányzék módban.
  - Aim Enhance: Csökkenti a visszarúgás okozta rázkódást.
  - Weapon Pro: Megfelezi az újratöltési időt.
  - Loadout Pro: Két elsődleges fegyver hordását teszi lehetővé.
  - Rapid Fire: Megnöveli az elsődleges fegyverek tűzgyorsaságát.
  - Mobility Enhance: Csökkenti a sprinteléssel és ugrással elvesztett energia mennyiségét.
  - Retreiver: Automatikus dögcédula begyűjtő.

### Dögcédulák, bónuszok, ölések
Minden játékosnak saját dögcédulája lehet, amit egy "készletből" választ ki. A készlet elemei feloldhatóak különböző dolgok teljesítésével (pl.: 100 ölés csapattárs segítsége nélkül > Lone Wolf dögcédula).
Egy ellenfél megölésekor annak dögcédulája a földre esik. A cédula felvételével a játékos begyűjti azt. Bizonyos számú cédula begyűjtésével bónuszok válhatóak be, melyek minden pályán különböznek. Ha a játékos meghal, újra kell kezdje a gyűjtögetést, azonban az egyszer feloldott bónuszokat a kör végéig aktiválhatja. Ezek:
- Maximum Radar: Megjelöli az ellenfeleket a csapattársak és a játékos radarján. 3 dögcédula.
- Radar Jammer: Megzavarja az ellenfelek radarjait. 5 dögcédula.
- Orbital Strike: Lézernyalábot küld a kijelölt helyre, amely mindent és mindenkit (kivéve csapattársakat) elpusztít. 5 dögcédula.
- Nanosuit Jammer: Lebénítja a közeli Nanoruhákat. 5 dögcédula.
- Ceph Airstrike: Ceph Gunship jelenik meg a pályán és tüzet nyit az ellenfelekre. 7 dögcédula.
- Maximum Nanosuit: Túltölti a Nanoruha pajzs módját. 7 dögcédula.

A játékban továbbá speciális ölések is vannak, melyekért általában 150 XP-t kap a játékos. Ezek:
- First Strike: Az első ölés a körben.
- Smackdown: Kézitusa (közelharci) ölés.
- Headshot: Ellenfél fejbelövése.
- Puncture: Tárgyon át történő ölés (pl.: falapon átlövéssel).
- Busted: Láthatatlan ellenfél megölése.
- Double Kill: Két ölés gyors egymásutánban.
- Triple Kill: Három ölés gyors egymásutánban (ez 200 XP-t ér).
- Combined Fire: Ellenfél megölése több fegyver használatával.
- Intervention: Olyan ellenfél megölése, aki épp csapattársat lő.
- Defiant: Ellenség megölése, aki nem sokkal ezelőtt a játékosra lőtt.
- Vengeance: Olyan ellenfél megölése, aki előzőleg megölte a játékost.
- Dead Air: "Repülő" ellenfél megölése.
- Specter: Ölés láthatatlanul.
- Flushed: Ellenfél gránáttal megsebzése, majd megölése.
- From Death's Door: Ölés abban a pillanatban, amikor elkerülhetetlen a játékos halála.
- Blind Fury: Ölés villanógránát hatása alatt.
- Blinding: Olyan ellenfél megölése, aki a játékos villanógránátának hatása alatt ál.
- Psycho: Az ellenfél megölése és egyben öngyilkosság (pl.: saját gránát).
- Road Rage: Ölés járművel.
- Denied: Ölés, miközben az áldozat valamilyen feladatot teljesít.
- Wingman: Olyan ellenfél megölése, aki nem sokkal ezelőtt megölte a játékos csapattársát (aki lőtte az ellenfelet).
- Guardian: Olyan ellenfél megölése, aki majdnem végez egy csapattárssal (pl.: lövi, de mikor áldozata meghalna, őt ölik meg).

### Kasztok
A többjátékos játékban négy egymástól elkülönülő kaszt van, ezek eltérő elsődleges fegyvereikben különböznek (később másodlagos és robbanó fegyvereik is megváltoztathatóak):
- Assault: SCAR Assault Rifle
- Scout: Marshall Shotgun
- Sniper: DSG1 Sniper Rifle távcsővel
- Gunner: MK 60 Machine Gun

A játék játszásával fokozatosan válnak elérhetővé a kasztok, később pedig saját kasztok is létrehozhatók.

### Fegyverek
A játékban különböző fegyverek vannak és ezek szintlépéssel feloldhatóvá válnak, feloldóponttal pedig feloldhatóak.

#### Elsődleges fegyverek
- Géppisztolyok
  - Feline
  - K-Volt
- Gépkarabélyok
  - SCAR
  - Grendel
  - SCARAB
- Távcsövesek
  - DSG1
  - M2014 Gauss
- Sörétesek
  - Jackal
  - Marshall
- Nehézfegyverek
  - MK.60 MOD 0
  - L-TAG
  - X-43 MIKE

#### Másodlagos fegyverek
- M12 NOVA
- Hammer
- AY69
- Majestic

#### Robbanóanyagok
- M17 Frag
- M34 Flash
- JAW
- C4

### Játékmódok
A játékban szereplő módozatok a következőek:
- Instant Action: Mindenki mindenki ellen játszik, életre-halálra. Aki a legtöbb pontot gyűjti öléssel egy bizonyos idő alatt, vagy aki először eléri az öléslimitet (ez általában 25), az győz.
- Team Instant Action: Két ellenséges csapat játszik egymás ellen. A cél adott idő alatt többet eliminálni az ellenfél csapatából vagy elérni az öléslimitet (általában 50 fő).
- Crash Site: Két ellenséges csapat harcol ellenőrző pontokért, melyeknek helyét egy lezuhanó Ceph-kapszula jelzi. A foglalással pont gyűjhető és az adott pontot elérő vagy az idő lejártakor több pontú csapat győz.
- Assault: Két csapat játszik egymás ellen, egy kis különbséggel: a támadóké a NanoSuit 2.0 és a könnyű fegyverek, a védők azonban nem használhatják a ruhát – kárpótlásként hozzáférnek a legdurvább fegyverekhez is. A támadóknak adatokat kell letölteniük a védők által védett számítógépekről. Ha ez sikerül adott idő alatt, a támadók győznek, ha nem, akkor a védőké a győzelem. Mindenkinek egyetlen élete van – ha meghal, kiesik a játékból.
- Capture the Relay: A két csapat feladata, hogy ellopják egymástól a kulcsfontosságú jeladókat. Amelyik ellopja a másiktól az összes jeladót vagy adott idő alatt több jeladót lop el, az a csapat győz.
- Extraction: Az egyik csapat célja Nanoruha-fejlesztő biomodulok megszerzése védett helyekről – a másik csapat célja ezt megakadályozni. Ha az összes biomodult ellopták, vége a játéknak és a támadók győznek.

### Pályák
- Liberty Island: Egy sziget a Szabadság-szobor előtt. Éjjeli.
- Downed Bird: A romos New York utcái. Nappali.
- City Hall: A lepusztult városháza és környéke. Viharos nappali.
- Skyline: Egy háztető, üvegházakkal és a legfelső emelet romjaival. Nappali.
- Pier 17: A híres 17-es kikötő romjai. Nappali.
- Impact: Egy luxushotel és irodaház romjai. Nappali.
- Parking Deck: New York sikátorai és egy parkoló romjai. Éjjeli.
- Evac Zone: Harc az idegenek előli kivonás maradványai között. Éjjeli.
- Lighthouse: A csata egy szigeten folyik, melynek egyik végében egy világítótorony áll. Nappali.
- Sanctuary: A Szenthármasság Temploma foglalja el a pálya középpontját, ami körül és alatt folyik a harc. Nappali.
- Statue: Egy katonai telep romjai között kell megküzdeniük a játékosoknak egymással. Éjjeli.
- Terminal: A küzdelem helyszíne egy romos állomás. Nappali.
- Wall Street: A híres Wall Street ad otthont a harcnak. Nappali.

## Megjelenés

### A játék
A játék Európában 2011. március 24-én jelent meg. Ezen felül a játék elérhető Xbox 360 konzolon és PlayStation 3-on.
A játékot három módon adták ki. A normál kiadás tartalmazza a játékot (DVD) és egy használati útmutatót hozzá. A Limited Edition kiadás tartalmazza a játékot (DVD) és egy útmutatót, valamint a játékban bónuszpontokat (ez az ötödik rangra emeli fel a játékost), egy kiegészítőt a SCAR fegyverhez (Hologram Decoy), egy új kinézetet a SCAR fegyverhez és egy platina dögcédulát. A Nano Edition egy speciális kiadás, ami tartalmazza a játékot DVD-n, egy útmutatót, egy NanoSuit 2 stílusú hátizsákot, egy készítői kézikönyvet, egy fém tokot a játéknak és egy Alcatraz szobrot.

### A többjátékos demó
A többjátékos demó Xbox 360ra és PC-re március 1-jén jött ki. Ebben a demóban csak a többjátékos mód játszható, ahol elérhető 29 fegyver, 23 nanoruha modul, 9 kaszt, 66 kiegészítő, 2 játékmód és 256 dögcédula. Ezeket a játékos folyamatos játékkal oldhatja fel, fokozatosan, 10 szint elérése alatt. Minden szinten egyre több tapasztalatpontot lehet összegyűjteni, amiket más játékosok kiiktatásával/kiiktatásában való segédkezésért vagy ellenőrző pontok foglalásával lehet szerezni. A demó március 14-ig élt

## Technikai újítások
A játék a CryENGINE3-at használja. A CryENGINE3 egy új játékmotor, ami az előzőekhez képest élesebb képeket, tisztább textúrákat és nagyobb teljesítményt adhat a játéknak. Ezen felül a játék 3D-ben is elérhető lesz.
Egész pontosan 2011. június 27-én a Crysis 2 PC-s verziója megkapta a DirectX 11-es grafikai frissítést, ami mellé egy High Resolution Pack-et (nagy felbontású textúrák) is mellékeltek a fejlesztők – mindkét grafikai módosítás ingyen elérhető.

## Fordítás
- Ez a szócikk részben vagy egészben  a   Crysis_2 című angol Wikipédia-szócikk fordításán alapul.  Az eredeti cikk szerkesztőit annak laptörténete sorolja fel. Ez a jelzés csupán a megfogalmazás eredetét és a szerzői jogokat jelzi, nem szolgál a cikkben szereplő információk forrásmegjelöléseként.